# Karim Aribi
Karim Aribi, né le 24 juin 1994 à Réghaïa, est un footballeur international algérien qui évolue au poste d'attaquant au Talaba SC.

## Biographie
Karim Aribi fait ses débuts professionnels avec le CA Batna en 2014. En 2017, il rejoint le club CR Belouizdad.
Le 2 janvier 2019, il rejoint Étoile Sahel pour quatre saisons, en provenance de DRB Tadjenanet. Il fait ses débuts pour l'équipe dans la Ligue Professionnelle 1 lors d'une victoire contre le Club africain, plus tard Aribi marque son premier but avec le club contre le CS Hammam Lif dans 2–1 victoire. Le 18 avril, lors de la finale de l' Arab Club Champions Cup contre Al-Hilal, Karim Aribi inscrit le premier but pour mener Étoile Sahel à remporter le titre, qui est le premier avec son club. Le 11 août, il fait ses débuts dans la Ligue des champions de la CAF et dans le même match marque son premier but contre Hafia. Deux semaines plus tard contre le même club, il marque un triplé.
Le 2 octobre 2020, il signe un contrat d'une durée de trois ans plus un an en option, au Nîmes Olympique.

## Statistiques
| Saison                | Club                  | Championnat           | Championnat | Championnat | Championnat | Coupe(s) nationale(s) | Coupe(s) nationale(s) | Coupe(s) nationale(s) | Compétition(s) continentale(s) | Compétition(s) continentale(s) | Compétition(s) continentale(s) | Compétition(s) continentale(s) | Algérie | Algérie | Algérie | Total | Total | Total |
| Saison                | Club                  | Division              | M.          | B.          | P.d.        | M.                    | B.                    | P.d.                  | Comp.                          | M.                             | B.                             | P.d.                           | M.      | B.      | P.d.    | M.    | B.    | P.d.  |
| 2016-2017             | CA Batna              | Ligue 1               | 14          | 4           | 0           | 2                     | 0                     | 0                     | -                              | -                              | -                              | -                              | -       | -       | -       | 16    | 4     | 0     |
| Sous-total            | Sous-total            | Sous-total            | 14          | 4           | 0           | 2                     | 0                     | 0                     | -                              | -                              | -                              | -                              | -       | -       | -       | 16    | 4     | 0     |
| 2016-2017             | CR Belouizdad         | Ligue 1               | 13          | 1           | 1           | 3                     | 0                     | 0                     | -                              | -                              | -                              | -                              | -       | -       | -       | 16    | 1     | 1     |
| 2017-2018             | CR Belouizdad         | Ligue 1               | 20          | 3           | 0           | 2                     | 1                     | 0                     | CAF                            | 5                              | 0                              | 0                              | -       | -       | -       | 27    | 4     | 0     |
| Sous-total            | Sous-total            | Sous-total            | 33          | 4           | 1           | 5                     | 1                     | 0                     | -                              | 5                              | 0                              | 0                              | -       | -       | -       | 43    | 5     | 1     |
| 2018-2019             | DRB Tadjenanet        | Ligue 1               | 14          | 10          | 0           | 1                     | 0                     | 0                     | -                              | -                              | -                              | -                              | -       | -       | -       | 15    | 10    | 0     |
| Sous-total            | Sous-total            | Sous-total            | 14          | 10          | 0           | 1                     | 0                     | 0                     | -                              | -                              | -                              | -                              | -       | -       | -       | 15    | 10    | 0     |
| 2018-2019             | Étoile du Sahel       | Ligue 1               | 10          | 3           | 2           | 2                     | 0                     | 0                     | CAF                            | 11                             | 2                              | 0                              | -       | -       | -       | 23    | 5     | 2     |
| 2019-2020             | Étoile du Sahel       | Ligue 1               | 18          | 3           | 1           | 2                     | 0                     | 0                     | C1                             | 12                             | 11                             | 0                              | -       | -       | -       | 32    | 14    | 1     |
| Sous-total            | Sous-total            | Sous-total            | 28          | 6           | 3           | 4                     | 0                     | 0                     | -                              | 23                             | 13                             | 0                              | -       | -       | -       | 55    | 19    | 3     |
| 2020-2021             | Nîmes Olympique       | Ligue 1               | 13          | 0           | 0           | 1                     | 0                     | 0                     | -                              | -                              | -                              | -                              | 1       | 0       | 0       | 15    | 0     | 0     |
| 2021-2022             | Nîmes Olympique       | Ligue 2               | 8           | 0           | 0           | 1                     | 0                     | 0                     | -                              | -                              | -                              | -                              | -       | -       | -       | 9     | 0     | 0     |
| Sous-total            | Sous-total            | Sous-total            | 21          | 0           | 0           | 2                     | 0                     | 0                     | -                              | -                              | -                              | -                              | 1       | 0       | 0       | 24    | 0     | 0     |
| 2021-2022             | CR Belouizdad         | Ligue 1               | 14          | 3           | 0           | -                     | -                     | -                     | C1                             | 8                              | 2                              | 0                              | -       | -       | -       | 22    | 5     | 0     |
| 2022-2023             | CR Belouizdad         | Ligue 1               | 10          | 4           | 1           | -                     | -                     | -                     | C1                             | 4                              | 2                              | 0                              | 1       | 0       | 0       | 15    | 6     | 1     |
| Sous-total            | Sous-total            | Sous-total            | 24          | 7           | 1           | -                     | -                     | -                     | -                              | 12                             | 4                              | 0                              | 1       | 0       | 0       | 37    | 11    | 1     |
| 2022-2023             | Al Qadisiya           | D2                    | -           | -           | -           | -                     | -                     | -                     | -                              | -                              | -                              | -                              | -       | -       | -       | 0     | 0     | 0     |
| Total sur la carrière | Total sur la carrière | Total sur la carrière | 134         | 31          | 5           | 14                    | 1                     | 0                     | -                              | 40                             | 17                             | 0                              | 2       | 0       | 0       | 190   | 49    | 5     |

## En sélection nationale
| Saison                | Sélection             | Phases finales        | Phases finales | Phases finales | Phases finales | Éliminatoires CDM | Éliminatoires CDM | Éliminatoires CDM | Éliminatoires CAN | Éliminatoires CAN | Éliminatoires CAN | Matchs amicaux | Matchs amicaux | Matchs amicaux | Total | Total | Total |
| Saison                | Sélection             | Compétition           | M              | B              | Pd             | M                 | B                 | Pd                | M                 | B                 | Pd                | M              | B              | Pd             | M     | B     | Pd    |
| --------------------- | --------------------- | --------------------- | -------------- | -------------- | -------------- | ----------------- | ----------------- | ----------------- | ----------------- | ----------------- | ----------------- | -------------- | -------------- | -------------- | ----- | ----- | ----- |
| 2020-2021             | Algérie               | -                     | -              | -              | -              | -                 | -                 | -                 | 1                 | 0                 | 0                 | -              | -              | -              | 1     | 0     | 0     |
| 2022-2023             | Algérie               | -                     | -              | -              | -              | -                 | -                 | -                 | -                 | -                 | -                 | 1              | 0              | 0              | 1     | 0     | 0     |
| Total sur la carrière | Total sur la carrière | Total sur la carrière | -              | -              | -              | -                 | -                 | -                 | 1                 | 0                 | 0                 | 1              | 0              | 0              | 2     | 0     | 0     |

### Matchs internationaux
Le tableau suivant liste les rencontres de l’équipe d’Algérie dans lesquelles Karim Aribi a été sélectionné depuis le 12 novembre 2020 jusqu’à présent.

## Palmarès

### En club
- Champion d'Algérie en 2022 avec le CR Belouizdad.
- Vice-champion de Tunisie en 2019 avec l'ES Sahel.
- Vainqueur de la Coupe d'Algérie en 2017 avec le CR Belouizdad.
- Finaliste de la Coupe de Tunisie en 2019 avec l'ES Sahel.
- Vainqueur de la Coupe arabe en 2019 avec l'ES Sahel.

### En sélection
- Médaille de bronze aux Jeux de la solidarité islamique de 2017 avec l'équipe d'Algérie olympique.

### Distinctions personnelles
- Meilleur buteur de la Ligue des champions de la CAF 2019-2020 avec 11 buts inscrits pour l'ES Sahel.